# Richard Kugler
Richard Kugler Troppau (Tsjechisch Opava) 1873 – ?) was een Boheemse, specifieker Silezische componist.

## Levensloop
Kugler kreeg zijn muzikale opleiding bij het Keizerlijk en Koninklijk (k. u. k.) Leger van Oostenrijk. Van 1911 tot 1918 was hij kapelmeester van het Infanterie Regiment nr. 68. Als componist is hij vooral bekend om de marsen Oberst Bauriedl Marsch en de Studentenlieder-Marsch.